# ヴァイオリン協奏曲の一覧
ヴァイオリン協奏曲の一覧。
ヴァイオリン協奏曲を作曲家別に五十音順に並べた一覧。
現時点では、記事になっている曲、他言語版や知名度からして将来的に記事化される可能性が高い曲などをリストにしている。
英語版では協奏曲だけでなく、ヴァイオリンソロと管弦楽を編成とする作品を収録している。
| あ | い | う | え | お |
| か | き | く | け | こ |
| さ | し | す | せ | そ |
| た | ち | つ | て | と |
| な | に | ぬ | ね | の |

| は | ひ | ふ | へ   | ほ   |
| ま | み | む | め   | も   |
| や |    | ゆ |      | よ   |
| ら | り | る | れ   | ろ   |
| わ | を | ん | 関連 | 関連 |

## 曖昧さ回避
- ヴァイオリン協奏曲第1番
- ヴァイオリン協奏曲第2番
- ヴァイオリン協奏曲第3番
- ヴァイオリン協奏曲第4番
- ヴァイオリン協奏曲第5番
- 2つのヴァイオリンのための協奏曲

## あ行

### あ
- ヴァイオリン協奏曲第3番 (アウリン)
- ヴァイオリン協奏曲 (アダムズ)
- ヴァイオリン協奏曲第1番 (アッコーライ)
- ヴァイオリン協奏曲 (アッテルベリ)

### う
- ヴァイオリン協奏曲 RV 242 (ヴィヴァルディ) 「ピゼンテル氏のために」
- ヴァイオリン協奏曲 RV 286 (ヴィヴァルディ)　「聖ロレンツォの祝日のために」
- ヴァイオリン協奏曲 RV 317 (ヴィヴァルディ)
- 海の嵐 (ヴィヴァルディ)
- 四季 (ヴィヴァルディ)
- ムガール大帝 (ヴィヴァルディ)
- ヴァイオリン協奏曲第1番 (ヴィエニャフスキ)
- ヴァイオリン協奏曲第2番 (ヴィエニャフスキ)
- ヴァイオリン協奏曲第22番 (ヴィオッティ)
- ヴァイオリン協奏曲 (ヴェッツ)
- ヴァイオリン協奏曲 (ウォルトン)
- ヴァイオリン協奏曲 (ヴォーン・ウィリアムズ)
- ヴァイオリン協奏曲第4番 (ヴュータン)
- ヴァイオリン協奏曲第5番 (ヴュータン)

### え
- ヴァイオリン協奏曲 (エルガー)

### お
- ヴァイオリン協奏曲 (大栗裕)
- ヴァイオリン協奏曲 (小倉朗)

## か行

### か
- 梁山伯と祝英台 (何占豪、陳鋼)
- ヴァイオリン協奏曲 (カバレフスキー)

### き
- ヴァイオリン協奏曲 (貴志康一)

### く
- オッフェルトリウム (グバイドゥーリナ)
- 今この時の中で (グバイドゥーリナ)
- ヴァイオリン協奏曲第1番 (グラス)
- ヴァイオリン協奏曲第2番 (グラス)
- ヴァイオリン協奏曲 (グラズノフ)
- マズルカ・オベレク ニ長調 (グラズノフ)
- ヴァイオリン協奏曲 (クラミ)

### こ
- ヴァイオリン協奏曲 (コールリッジ＝テイラー)
- ヴァイオリン協奏曲第1番 (ゴルトマルク)
- ヴァイオリン協奏曲 (コルンゴルト)

## さ行

### さ
- ヴァイオリン協奏曲 (サッリネン)
- ヴァイオリン協奏曲第1番 (サン＝サーンス)
- ヴァイオリン協奏曲第2番 (サン＝サーンス)
- ヴァイオリン協奏曲第3番 (サン＝サーンス)

### し
- ヴァイオリン協奏曲 (シェーンベルク)
- ヴァイオリン協奏曲 (シベリウス)
- ヴァイオリン協奏曲第1番 (シマノフスキ)
- ヴァイオリン協奏曲第2番 (シマノフスキ)
- ヴァイオリン協奏曲 (リヒャルト・シュトラウス)
- ヴァイオリン協奏曲 (ウィリアム・シューマン)
- ヴァイオリン協奏曲 (シューマン)
- ヴァイオリン協奏曲第1番 (ショスタコーヴィチ)
- ヴァイオリン協奏曲第2番 (ショスタコーヴィチ)
- 詩曲 (ショーソン)
- ヴァイオリン協奏曲第2番 (シンディング)

### す
- ヴァイオリン協奏曲 (ストラヴィンスキー)

### せ
- ヴァイオリン協奏曲 (セッションズ)

## た行

### た
- ヴァイオリン協奏曲 (ダイソン)
- 遠い呼び声の彼方へ! (武満徹)
- ヴァイオリンと管弦楽のための演奏会用組曲 (タネーエフ)

### ち
- ヴァイオリン協奏曲 (チャイコフスキー)
- ヴァイオリン協奏曲 (ボリス・チャイコフスキー)

### て
- ヴァイオリン協奏曲第1番 (ティシチェンコ)
- 夢の樹 (デュティユー)

### と
- 炎と血 (ドアティ)
- ヴァイオリン協奏曲 (ドヴォルザーク)

## な行

### に
- ヴァイオリン協奏曲 (ニールセン)

## は行

### は
- ヴァイオリン協奏曲第1番 (パガニーニ)
- ヴァイオリン協奏曲第2番 (パガニーニ)
- ヴァイオリン協奏曲第4番 (パガニーニ)
- ヴァイオリン協奏曲 (ハチャトゥリアン)
- ヴァイオリンと管弦楽のためのコンチェルト・ラプソディー (ハチャトゥリアン)
- ヴァイオリン協奏曲第1番 (バッハ)
- ヴァイオリン協奏曲第2番 (バッハ)
- ヴァイオリン協奏曲 (バーバー)
- ヴァイオリン協奏曲 (ハルヴォルセン)
- ヴァイオリン協奏曲第1番 (バルトーク)
- ヴァイオリン協奏曲第2番 (バルトーク)
- ヴァイオリン協奏曲 (ハルトマン)「葬送協奏曲」（弦楽とVnのための）

### ひ
- ヴァイオリン協奏曲第1番 (ピストン)
- ヴァイオリン協奏曲第2番 (ピストン)
- ヴァイオリン協奏曲 (ヒグドン)
- ヴァイオリン協奏曲 (ヒンデミット)

### ふ
- ヴァイオリン協奏曲 (フォーレ)（未完）
- ヴァイオリン協奏曲 (ブラームス)
- ヴァイオリン協奏曲 (ブリテン)
- ヴァイオリン協奏曲第1番 (ブルッフ)
- ヴァイオリン協奏曲第2番 (ブルッフ)
- ヴァイオリン協奏曲第3番 (ブルッフ)
- スコットランド幻想曲 (ブルッフ)
- セレナード (ブルッフ)
- ヴァイオリン協奏曲第1番 (プロコフィエフ)
- ヴァイオリン協奏曲第2番 (プロコフィエフ)

### へ
- ヴァイオリン協奏曲 (ベートーヴェン)
- ヴァイオリン協奏曲ハ長調 (ベートーヴェン)（未完）
- ヴァイオリン協奏曲 (ベルク)
- ヴァイオリン協奏曲第3番 (ヘンツェ)
- ヴァイオリン協奏曲第1番 (ペンデレツキ)
- ヴァイオリン協奏曲第2番 (ペンデレツキ)

## ま行

### み
- ヴァイオリン協奏曲 (ミャスコフスキー)
- ヴァイオリン協奏曲 (三善晃)

### め
- ヴァイオリン協奏曲第2番 (メリカント)
- ヴァイオリン協奏曲第3番 (メリカント)
- ヴァイオリン協奏曲第4番 (メリカント)
- ヴァイオリンと弦楽のための協奏曲 (メンデルスゾーン)
- ヴァイオリン協奏曲 (メンデルスゾーン)

### も
- ヴァイオリン協奏曲第1番 (モーツァルト)
- ヴァイオリン協奏曲第2番 (モーツァルト)
- ヴァイオリン協奏曲第3番 (モーツァルト)
- ヴァイオリン協奏曲第4番 (モーツァルト)
- ヴァイオリン協奏曲第5番 (モーツァルト) 「トルコ風」
- ヴァイオリン協奏曲第7番 (モーツァルト)※偽作
- アデライード協奏曲 (モーツァルト偽作、マリウス・カサドシュ)
- ヴァイオリン協奏曲 (モーラン)

## や行

### や
- 魂のさすらい (ヤナーチェク)

### よ
- ヴァイオリン協奏曲第2番 (ヨアヒム)

## ら行

### ら
- ヴァイオリン協奏曲第1番 (ラスムセン)
- ヴァイオリン協奏曲第1番 (ラロ)
- スペイン交響曲 (ラロ)
- ツィガーヌ (ラヴェル)

### り
- ヴァイオリン協奏曲 (リゲティ)
- ヴァイオリン協奏曲 (リース)

### る
- ヴァイオリン協奏曲 (ルビンシテイン)

### れ
- ヴァイオリン協奏曲 (レーガー)
- ヴァイオリン協奏曲 (レスピーギ)
- グレゴリオ風協奏曲 (レスピーギ)

### ろ
- ヴァイオリン協奏曲 (ロージャ)
- ヴァイオリンとチェロ、管弦楽のための主題と変奏、終曲 (ロージャ)

## わ行

### わ
- カルメン幻想曲 (ワックスマン)